# Frank Kozik

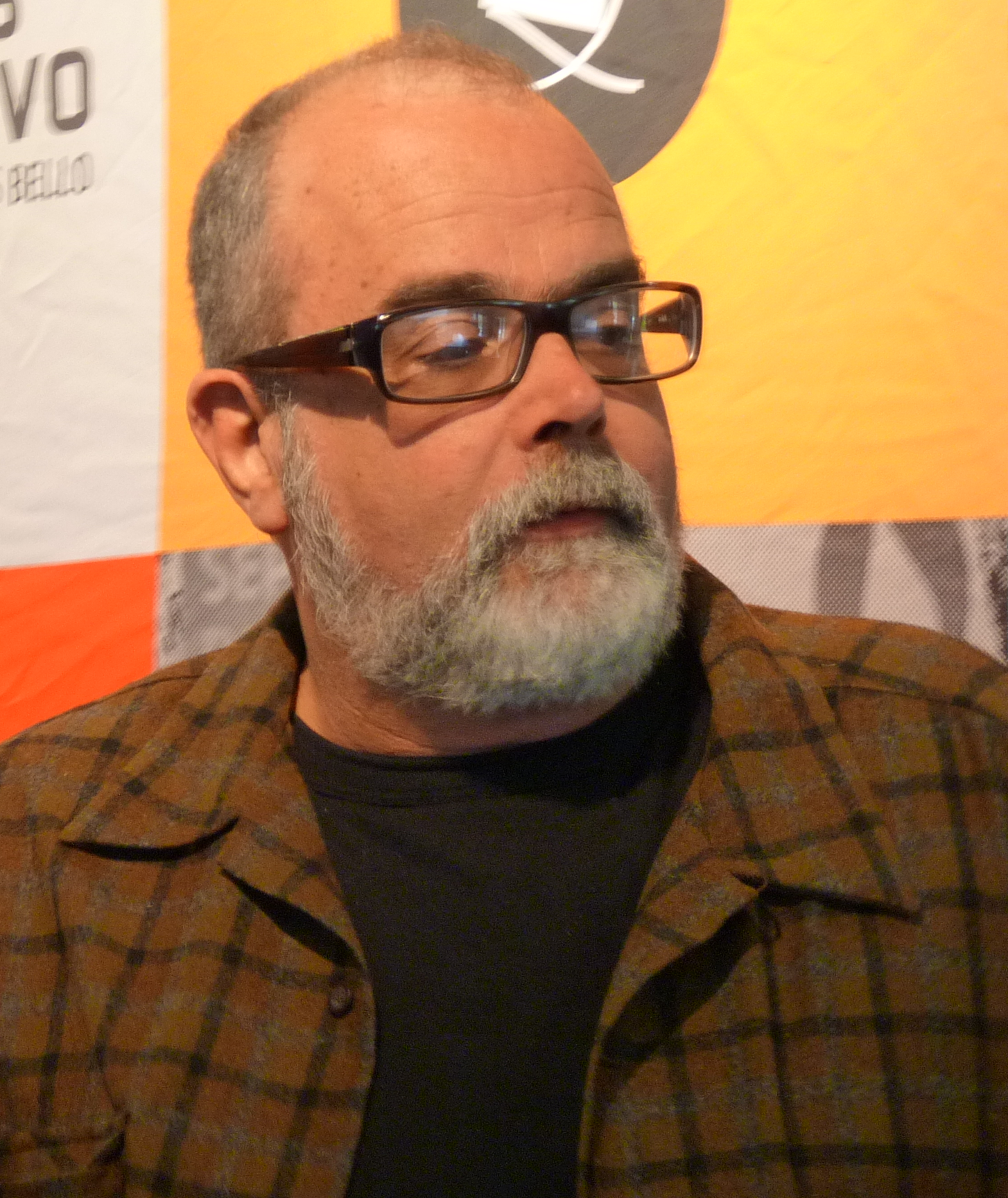
Frank Kozik (2013)

Frank Kozik (* 9. Januar 1962 in Madrid; † 6. Mai 2023) war ein US-amerikanischer Künstler.

## Werdegang
Mit 14 migrierte er in die Vereinigten Staaten und zog nach Austin. Ursprünglich gestaltete Kozik Poster für Underground-Rock-Bands bis hin zu namhaften Bands wie Pearl Jam, Sonic Youth, Pixies, Beck oder Soundgarden (für die er auch Regie in einem Musikvideo führte). Aufgrund seiner künstlerischen Bekanntheit wurde er bald für Werbekampagnen für Nike und Absolut Wodka engagiert. Später machte Kozik sich auch einen Namen in der Designer-Toy-Szene.
Kozik lebte hauptsächlich in San Francisco, wo er als Künstler tätig war und mit Man’s Ruin Records ein eigenes Plattenlabel betrieb. Seine Arbeiten sind in bekannten Locations und Galerien wie zum Beispiel dem CBGB in New York und der La Luz de Jesus Gallery in Los Angeles zu finden. Auch in Japan und Europa wurden seine Arbeiten schon ausgestellt.
Markenzeichen vieler Kozik-Figuren ist eine brennende Zigarette, die gern auch modifiziert wird. Koziks bekannteste Figuren sind die Smorkin' Labbits – weitere Arbeiten sind Dr. Bomb, Smorkin’ Mongers sowie diverse Arbeiten in Designer Toy-Serien, wie unter anderem Dunny, Qees und MAD*L.